# Albert Döderlein

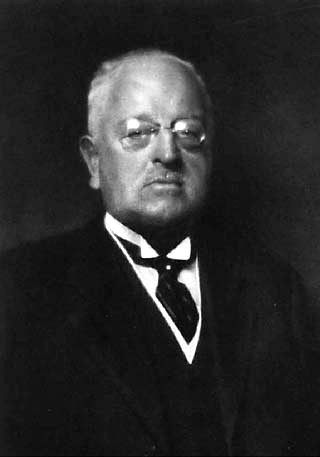
Albert Döderlein

Albert Sigmund Gustav Döderlein, född 5 juli 1860 i Augsburg, död 10 december 1941 i München, var en tysk läkare. 
Döderlein studerade medicin i Erlangen, där han blev medicine doktor 1884  i obstetrik och gynekologi. Senare fortsatte han sina studier i Leipzig, där han var elev till Paul Zweifel. Han undervisade vid Leipzigs universitet från 1887, blev professor vid Groningens universitet 1897, vid Tübingens universitet samma år och efterträdde 1907 Franz von Winckel som professor vid Münchens universitet.
Döderlein är mest känd för att han 1892 beskrev bakteriefloran i slidsekretet och dess betydelse för skyddet mot infektioner. Detta har givit upphov till benämningen Döderleins bacill.